# Viaducto de Tosa
El viaducto de Tosa es un viaducto ubicado a 1105 m de altitud dentro del municipio gerundense de Queralbs. Forma parte de la línea ferroviaria "Cremallera de Nuria". El nombre le viene dado debido a que cruza el río de Tosa. Se considera una obra extraordinaria y única en su género del país.

## Construcción y diseño
Fue construido entre finales de 1929 y principios de 1930 para la línea férrea "Cremallera de Nuria", la cual sería inaugurada el 22 de marzo de 1931.
Situado en el PK 5,7, este viaducto consta de 12 arcos y de una longitud de 145 m. Presenta un desnivel de 17 m, que se traduce en una rampa de un 12% de diferencia. Además, está construido en curva de 80 m de radio. 
Su altura promedio es de 23 m. Los 12 arcos están agrupados en grupos de a 3 y están separados por estribos. La planta de las pilas es trapezoidal, de esta manera se genera la diferencia entre el radio interior y el exterior. Los arcos son de punto medio.

## Galería
|  |  |